# Frederic Wood Jones
Pour les articles homonymes, voir Jones.
Frederic Wood Jones, né le 23 janvier 1879 à Londres et mort le 29 septembre 1954, est un anthropologue et anatomiste britannique.
Il est notamment connu pour son « hypothèse tarsienne » qu'il propose pour la première fois en 1918 et défend jusqu'à sa mort. Cette théorie insiste sur une ascendance distincte, non anthropoïde, de l'espèce humaine. Ainsi, d'après l'auteur, la lignée humaine se serait séparée très tôt de celle des autres singes, à partir d'un ancêtre proche des tarsiers actuels.